# Bùi Hoàng Danh
Bùi Hoàng Danh (sinh ngày 7 tháng 10 năm 1955 tại xã Mỹ Long, huyện Cai Lậy, tỉnh Tiền Giang) là thẩm phán và chính trị gia người Việt Nam. Ông từng là thành uỷ viên, Chánh án Tòa án nhân dân Thành phố Hồ Chí Minh, đại biểu Quốc hội Việt Nam khóa XII.
Ông có bằng Cử nhân Luật. Ông từng là bí thư Ban cán sự Đảng Cộng sản Việt Nam ở Tòa án nhân dân Thành phố Hồ Chí Minh.

## Tiểu sử
Ông tham gia cách mạng từ năm 1970, tốt nghiệp đại học Luật và Cao cấp lý luận chính trị, sau năm 1975 công tác tại Công an quận 6, Công ty Thủy sản Duyên hải, sau đó công tác trong ngành Tòa án từ năm 1980.
Ông từng kinh qua các chức vụ: Thẩm phán, Phó chánh án TAND quận 6; Thẩm phán TAND Thành phố Hồ Chí Minh; Phó chánh án Tòa án Hình sự Thành phố Hồ Chí Minh; Phó chánh án TAND Thành phố Hồ Chí Minh.
Ngày 22 tháng 10 năm 2003, Chánh án Tòa án nhân dân tối cao (Việt Nam) Nguyễn Văn Hiện ký quyết định bổ nhiệm ông làm Chánh án Tòa án nhân dân Thành phố Hồ Chí Minh nhiệm kỳ 2003-2008 thay bà Đồng Thị Ánh (nghỉ hưu), sau đó ông giữ tiếp chức vụ này trong nhiệm kì 2008-2014.

## Thành tích
- Huân chương Lao động hạng Ba
- Huân chương Kháng chiến chống Mỹ hạng Nhất
- Huy chương "Vì sự nghiệp Tư pháp"
- Nhiều Bằng khen của Ủy ban nhân dân Thành phố Hồ Chí Minh

## Sự kiện đáng nhớ
Ông là chủ tọa phiên tòa xét xử Vụ án Năm Cam và đồng bọn